# Erik Lehmann

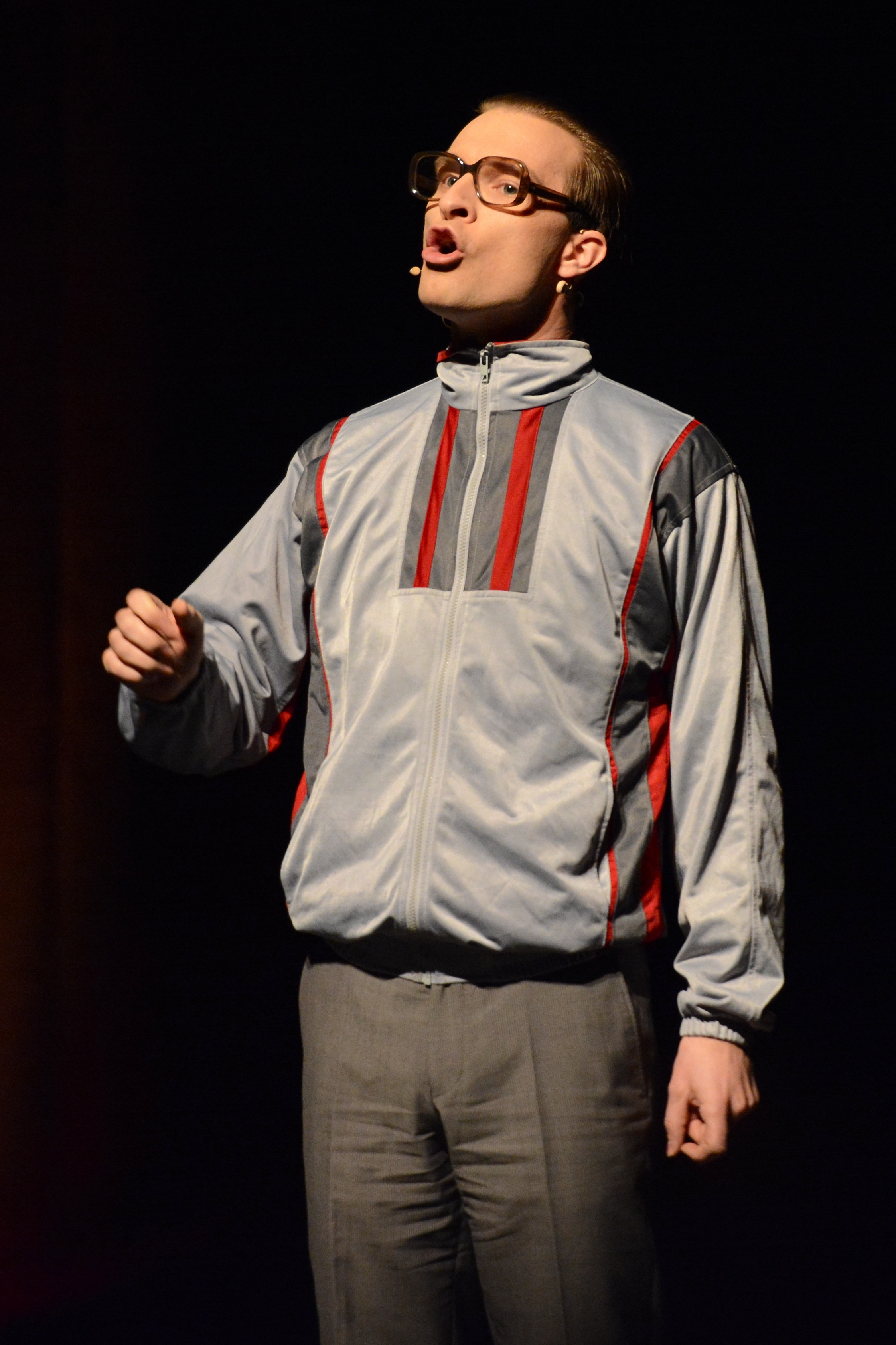
Erik Lehmann 2014

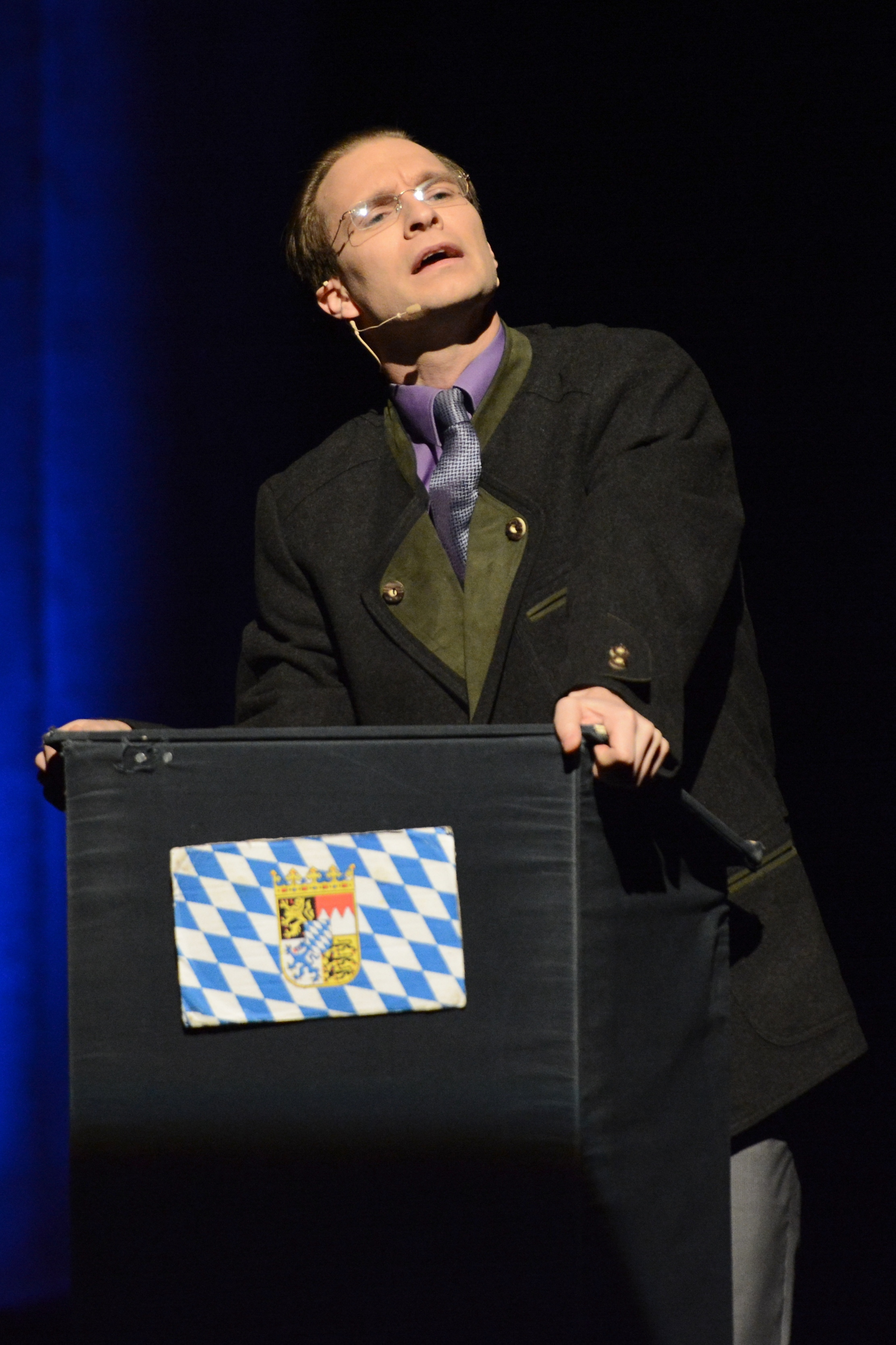
Erik Lehmann als Edmund Stoiber

Erik Lehmann (* 6. Februar 1984 in Leipzig) ist ein deutscher Kabarettist, Autor, Kolumnist sowie Kurzfilm-Regisseur.

## Leben und Karriere
Erik Lehmann ist ein politischer Kabarettist, drehte aber auch schon mehrere Kurzfilme. Nach seinem Abitur (2003) schrieb er während seines Freiwilligen Sozialen Jahres Kultur (2003/2004) für das Mondstaubtheater Zwickau das Theaterstück „Alles bestens!?“. Erik Lehmann war, als er im Sommer 2004 mit seinem ersten abendfüllenden Kabarettprogramm Premiere hatte, mit 20 Jahren einer der jüngsten politischen Solokabarettisten Deutschlands.
Zwischen 2004 und 2006 absolvierte er diverse Filmpraktika im In- und Ausland in den Bereichen Regie, Produktion und Casting, um sich auf ein Studium für Film- und Fernsehregie vorzubereiten. Im selben Zeitraum entstanden vier eigene Kurzfilme, bei denen er u. a. die Bereiche Produktion, Regie und Drehbuch übernahm und die mehrmals im MDR Fernsehen ausgestrahlt wurden.
Von 2008 bis 2017 war Erik Lehmann Ensemblemitglied an der Herkuleskeule in Dresden. Dort war er in verschiedenen Programmen zu sehen. Bis zum Sommer 2014 präsentierte er mit Philipp Schaller, Michael Feindler und mit der Rostocker Band „Les Bummms Boys“ in 18 Folgen die Late-Night-Show Spätzünder, die im Mai 2020 unter dem Titel Das Krisenbüro – Drei Satiriker off stage im MDR Fernsehen als einmaliges Comeback auf Sendung ging.
Seit 2012 ist Erik Lehmann außerdem als Kolumnist u. a. für das Chemnitzer Wirtschaftsjournal (2012–2013), das VAA-Magazin (2012–ff.), das Magazin der IKK classic (2015–2018), den Theater Courier Dresden (2018–ff.), MDR 1 Radio Sachsen (2013–ff.), SR 2 KulturRadio (2019–ff.) und die Sächsische Zeitung (2020–ff.) tätig.
Aufgrund der Corona-Krise 2020/2021 entschloss sich Erik Lehmann, gemeinsam mit dem Schauspieler Michael Specht in einer zunächst selbst produzierten Web-Serie mit dem Titel Deutschlands Hoffnung – Specht und Wallisch retten die Welt die Kunstformen Film und Kabarett zu verbinden und sich somit ein neues Publikum abseits der Bühne zu erarbeiten.
Erik Lehmann lebt in der Nähe von Dresden und hat drei Kinder.

## Programme
Programme von und mit Erik Lehmann
- „Herr Lehmann wünscht: Gute Nacht!“ (2004–2005)
- „Herr Lehmann wünscht: Guten Flug!“ (2005–2007)
- „Herr Lehmann wünscht: Gute Besserung!“ (2007–ff.)
- „Ein Kessel Schwarzes“ – Soloprogramm an der Herkuleskeule Dresden (2008–2015)
- „Herrliche Zeiten!“ (2010–2012)
- „Der letzte Lemming“ (2012–2019)
- „Uwe Wallisch – Der Frauenversteher“ (2015–ff.)
- „Notizen aus dem Muttiheft“ (2017–2020)
- „Best of Alles“ (2019–ff.)
- „Bienen-Ersatzverkehr“ (2020– ff.)

Ensembleprogramme mit Erik Lehmann
- „Weltall – Erde – Mensch“ – Duoprogramm mit Stefan Trommler (2007–2008)
- „Der Letzte macht das Licht an!“ (Herkuleskeule, 2008–2009)
- „Budenzauber“ (Herkuleskeule, 2009–2012)
- „Morgen war`s schöner“ (Herkuleskeule, 2010–2015)
- „Alphamännchen - Wir geben unser Bestes“ – Duoprogramm mit Philipp Schaller (2013–ff.)
- „Die Zukunft lügt vor uns“ (Herkuleskeule, 2015–2017)
- „Größenwahn – Das Kabarocktical“ – gemeinsam mit der Rostocker Band „Les Bummms Boys“ (2015–ff.)
- „Paarshit“ und "PAARSHIT HAPPENS Zweiter Aufguss - Jetzt noch heißer!" – Duoprogramme mit Mandy Partzsch (2017–ff.)

## Auszeichnungen
- 2006: 3. Platz Bielefelder Kabarettpreis
- 2007: Rottweiler Kabarettpreis (Publikumspreis)
- 2008: 2. Platz Rahdener Spargel
- 2008: 3. Platz Krefelder Krähe
- 2008: Leipziger Lachmesse: Ostdeutscher Kleinkunstpreis
- 2009: 3. Platz Melsunger Kabarettpreis
- 2013: 1. Platz Oelsnitzer Barhocker
- 2014: 1. Platz Melsunger Kabarettpreis
- 2015: 2. Platz Emmendinger Kleinkunstpreis
- 2015: 1. Platz Goldene Weißwurscht
- 2015: 2. Platz Fränkischer Kabarettpreis
- 2017: Jury-Preis Dresdner Satire-Preis
- 2018: Goldener Rostocker Koggenzieher
- 2020: Jurypreis Herborner Schlumpeweck
- 2022: Stuttgarter Besen (Gerhard-Woyda-Publikumspreis)[15]

## Publikationen

### CD
- „Herr Lehmann wünscht: Gute Besserung!“
- „Der letzte Lemming“

### Buch
- „Notizen aus dem Muttiheft“[16]

## TV-Auftritte
- November 2010: Und ewig bockt das Weib (MDR Fernsehen)[17]
- Dezember 2013 & Mai 2014: Spätzünder (MDR Fernsehen)[18]
- September 2017: Best of St. Ingberter Pfanne (SRW/SR Fernsehen)[19]
- November 2017, Oktober 2018 & August 2019: kabarett.com (Folge 66) (SWR/SR Fernsehen)[20]
- Dezember 2017: ALFONS und Gäste (Folge 133) (SRW/SR Fernsehen)[21]
- September 2019: Mitternachtsspitzen (WDR Fernsehen)
- Mai 2020: Das Krisenbüro – Drei Satiriker off stage (MDR Fernsehen)[22]

## Kurzfilme
- „secundenschlaf“ (Produktionsjahr: 2004), lief am 28. Mai 2010, 17. März 2012, 10. September 2016[23] und 2. Juni 2018[24] in der MDR-Kurzfilmnacht.

Kurzinhalt: Das Abenteuer eines Jungen, der erfährt, welche Kräfte Erinnerungen haben können. Ein Film über Freundschaft, Angst und das Suchen und Finden.
- Auszeichnungen: „Goldener Clip“ auf dem Jugendmedienfestival Berlin 2005, 2. Preis bei „Up to 21“ 2005 (Tarnow/Polen), Hauptpreis/Kategorie „Beste Kamera“ beim Jugend filmt – Festival Landshut 2005 und Anerkennungspreis der Jugend Kunst Biennale Zwickau 2006
- Festivalteilnahmen: 8. Internationalen Filmfestival Unabhängiger Videofilme 2004 (Jelenia Góra/Polen), Jugendmedienfestival Berlin 2005, „Up to 21“ 2005 (Tarnow/Polen), Jugend filmt – Festival Landshut 2005, Festival der Nationen 2005 (Ebensee/Österreich), Festival Malescorto 2005(Malesco/Italien), 7. Internationalen Jugendfilmfestival 2005 (Seoul/Südkorea), „3. Luksuz Festival“ 2005 (Krško/Slowenien), 8. Internationalen Film und Video Festival für Kinder und Junge Erwachsene 2005 (Auburn/Australien), nonstopfilmfestival Nürnberg 2005, 21. Internationalen Kurzfilmfestival „interfilm Berlin“ 2005, 3. Tirana International Film Festival 2005 (Tirana/Albanien), Ongoing Festival Stuttgart 2005, 007. Landshuter Kurzfilmfestival 2006, 3. Internationalen Filmfestival Naoussa 2006 (Naoussa/Griechenland), Jugend Kunst Biennale Zwickau 2006, 5. Reggio Film Festival „Children“ 2006 (Reggio/Italien), CrankCookieKurzfilmtagen Passau 2006, Kurzfilmtage im PTI Bonn 2006, Jana International Film Festival For Children & Youth 2007 (Beirut/Libanon), KAN Festival Wrocław 2007 (Wrocław/Polen) und Circolo del cinema Sogni Film Festival Ravenna 2007 (Ravenna/Italien)

- „Der Elfminutenkrieg“ (Produktionsjahr: 2007), lief am 28. April 2011, 16. September 2017[26] und 27. April 2019[27] in der MDR-Kurzfilmnacht

Kurzinhalt: Zwei verfeindete Kinderbanden spielen im Wald Krieg. Nur Momo, der Jüngste, will nicht mitmachen, denn er ist ein Träumer. Sein großer Bruder sieht in ihm einen Feigling und zwingt ihn, am Kriegsspiel teilzunehmen. Doch wie werden alle Kinder reagieren, wenn das erste große Opfer gebracht wurde – wenn aus Spiel Ernst wird?
- „Im See, zwei Kinder“ (Produktionsjahr: 2009), lief am 28. April 2011, 3. August 2013[28], 5. August 2017[29] und am 15. September 2019[30] in der MDR-Kurzfilmnacht.

Kurzinhalt: Lisa und Jan verbringen einen Sommertag am See. Sie gehen schwimmen, spielen im Wasser mit ihrem Ball und sie küssen sich zum ersten Mal. Doch irgendetwas scheint plötzlich alles zu verändern. Will Jan bloß imponieren und seine Spielchen mit Lisa spielen oder ist er wirklich in Gefahr?